# 19 Dywizja Piechoty (II RP)

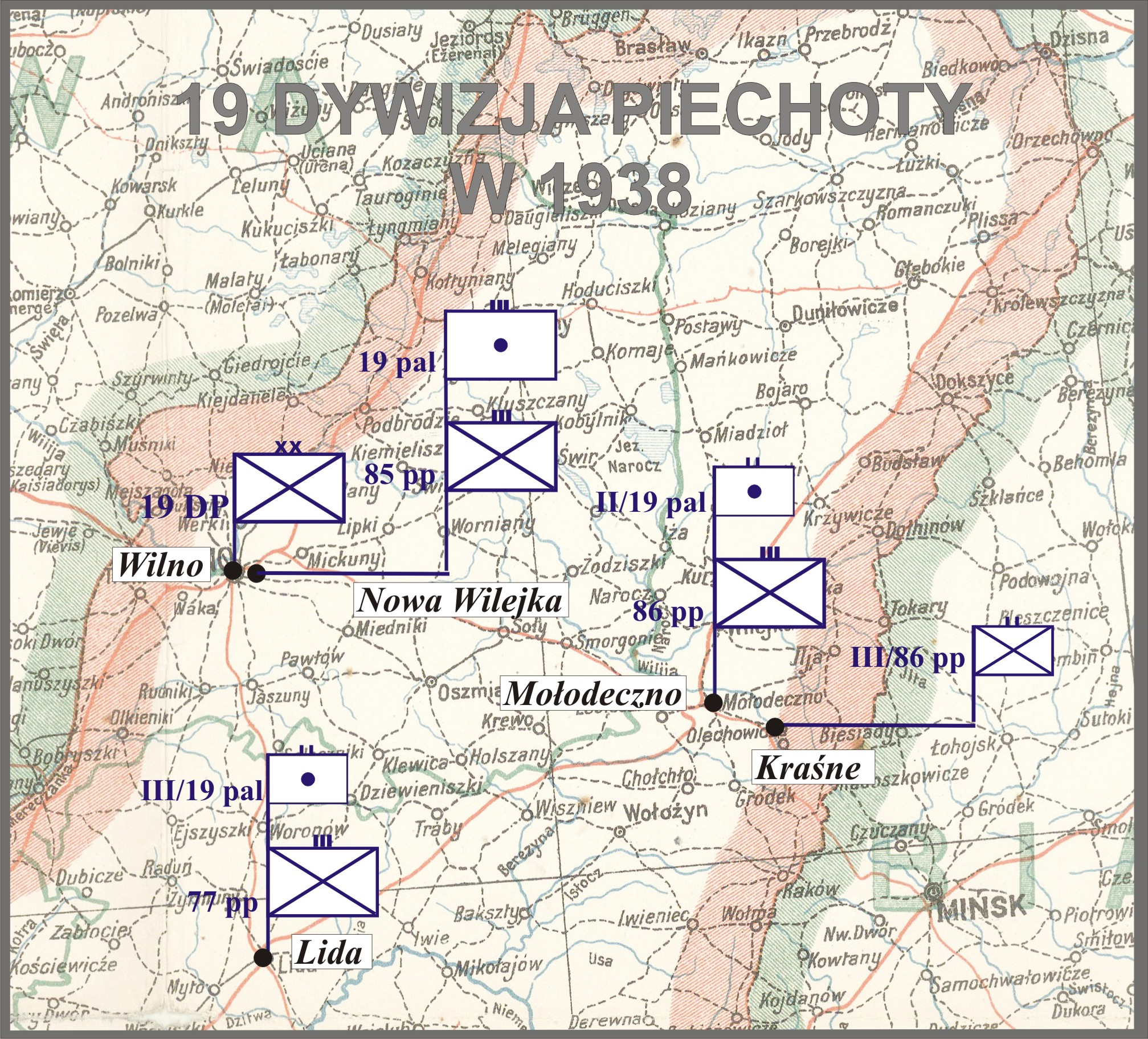
19 DP w 1938

19 Dywizja Piechoty (19 DP) – wielka jednostka piechoty Wojska Polskiego II RP.
W okresie  międzywojennym dowództwo 19 DP stacjonowało w Wilnie. W jej skład w 1923 wchodziły: 77 pp, 85 pp i 86 pułk piechoty.

W czasie kampanii wrześniowej dywizja walczyła w składzie Armii „Prusy”. Jej 86 pułk piechoty walczył na przedpolach Piotrkowa z niemiecką 1 DPanc. Rozbita w odwrocie za Wisłę, została odtworzona na Lubelszczyźnie jako 19 Brygada Piechoty. Walczyła w II bitwie tomaszowskiej.

## Formowanie i zmiany organizacyjne

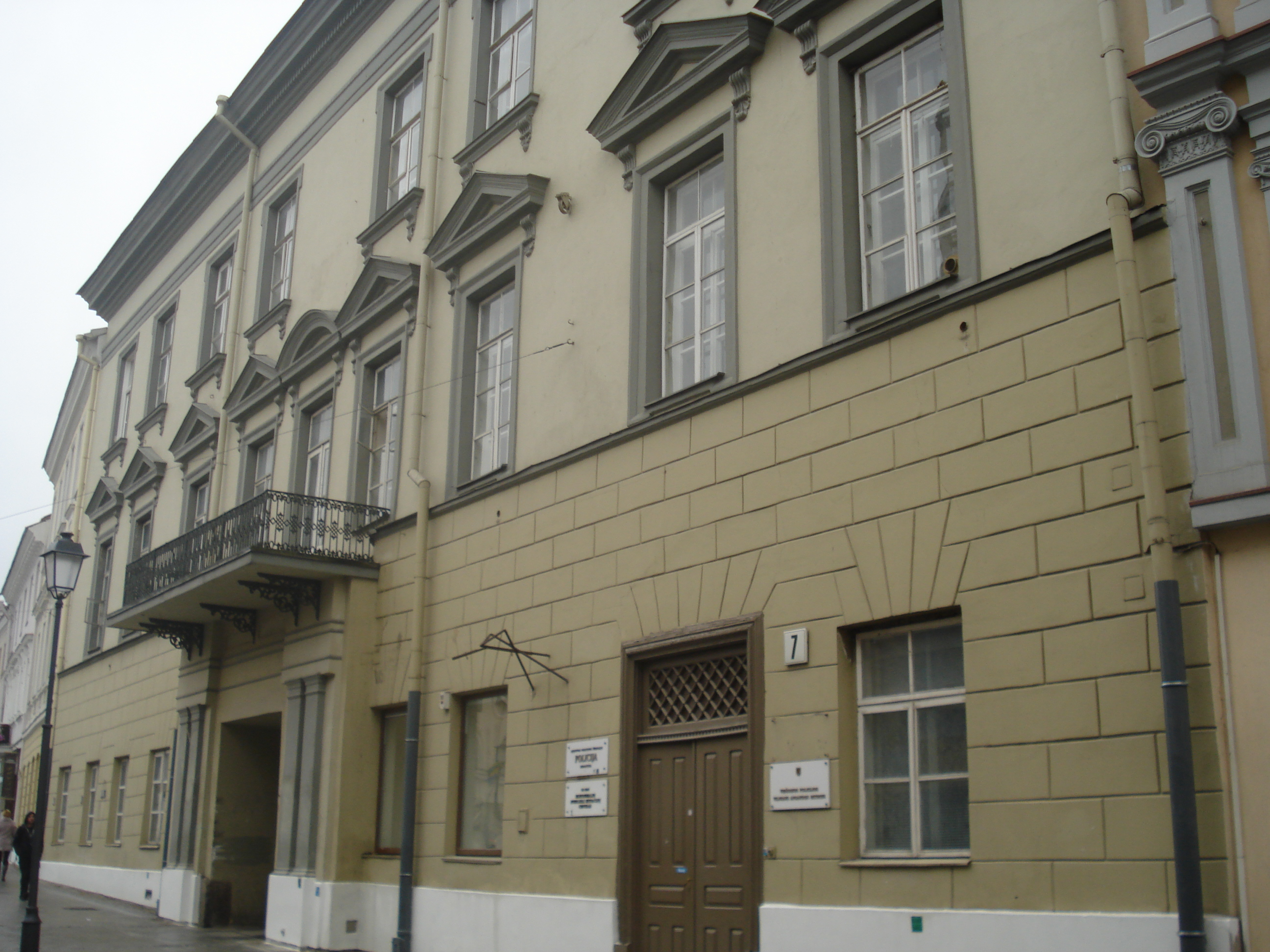
W dawnym pałacu Paców mieściło się dowództwo 19 DP

W związku z reorganizacją Wojska Polskiego, w 1921 likwidowane Wojsko Litwy Środkowej wydzieliło z siebie dwie dywizje: 19. i 29 DP. W skład 19 DP weszły: 85 (wileński) pp, 86 (miński) pp z 1 Dywizji Litewsko-Białoruskiej oraz 77 (kowieński) pp z 2 Dywizji Litewsko-Białoruskiej.
W okresie międzywojennym dowództwo 19 Dywizji Piechoty stacjonowało w Wilnie w dawnym pałacu Paców przy ulicy Wielkiej.
| Stanowisko                                 | Stopień, imię i nazwisko               |
| ------------------------------------------ | -------------------------------------- |
| dowódca dywizji                            | gen. bryg. Józef Kwaciszewski          |
| dowódca piechoty dywizyjnej                | płk dypl. piech. Tadeusz Pełczyński    |
| dowódca artylerii dywizyjnej               | płk art. Edward Robakiewicz            |
| oficer sztabu dowódcy artylerii dywizyjnej | por. art. Wiesław Aleksander Denker    |
| szef sztabu                                | ppłk dypl. piech. Tadeusz II Rudnicki  |
| oficer do zleceń                           | mjr dypl. piech. Kazimierz Szczekowski |
| I oficer sztabu                            | kpt. dypl. piech. Jan Krzyżanowski     |
| II oficer sztabu                           | kpt. piech. Michał Pieślak             |
| komendant Rejonu PW Konnego                | mjr kaw. Mieczysław Gawryłkiewicz      |
| szef saperów                               | mjr sap. Józef I Staszewski            |
| dowódca łączności                          | wakat                                  |
| oficer taborowy                            | rtm. Stanisław XI Nowicki              |
| oficer intendentury                        | kpt. int. Jan Woźniak                  |

## Dywizja w kampanii wrześniowej

### Działania zbrojne we wrześniu 1939
19 Dywizja Piechoty pod dowództwem generała Józefa Kwaciszewskiego wchodziła w skład północnego zgrupowania Armii „Prusy” generała Stefana Dąba-Biernackiego.
Po rozładowaniu na stacjach wyładowczych, na rozkaz dowódcy armii, 19 DP w nocy z 1 na 2 września przegrupowała się dwiema drogami na odległość 25 km i ześrodkowała w rejonie: Głuchów, Jeżów, Wola Łokotowa. Stanowisko dowodzenia rozwinęła  we dworze w Prusach. Do pełnego składu brakowało III/85 pp, który nie przybył jeszcze z transportu kolejowego.
2 września dywizja otrzymała rozkaz kontynuowania przegrupowania. Marsz rozpoczęła w późnych godzinach popołudniowych i do świtu 3 września osiągnęła rejon Ujazd–Tomaszów Mazowiecki – lasy  Lubochnia. Poszczególne pułki ześrodkowały się następująco: 86 pp na południe od Tomaszowa, 77 pp w północnej części lasu Lubochnia, a 85 pp w zachodniej jego części.  Stanowisko dowodzenia rozwinięto  w Lubochni.
Kolejnej nocy, z 3 na 4 września, gen. Stefan Dąb-Biernacki zdecydował przesunąć północne zgrupowanie w rejony na południowy i północny wschód od Piotrkowa, w okolice lasów Lubień, Sulejowa, Dąbrowy, Tomaszowa i Ujazdu. Obszar ten miał być rejonem wyjściowym do walki. 
O zmroku, rozpoczęło się przegrupowanie oddziałów dywizji. Po 30-kilometrowym marszu, około 8.00, dywizja osiągnęła rejon lasu na północny wschód od Piotrkowa. Stanowisko dowodzenia rozwinięto w Proszeniu. Zadaniem dywizji było załamanie niemieckiego natarcia prowadzonego na tym kierunku. Do jego wykonania gen. Kwaciszewski ugrupował dywizję następująco: 86 pułk piechoty na szosie Piotrków–Tomaszów z przednim skrajem na południowo-zachodnim skraju lasu; 85  przedni skraj obrony rozbudował w lesie na południe od szosy Piotrków – Łódź z zadaniem zabezpieczenia dywizji od zachodu; 77 pp stanowił drugi rzut.
5 września dywizja osłaniała Piotrków Trybunalski przed wojskami niemieckiej 10 Armii. Jej 86 pułk piechoty odparł tego dnia pierwsze ataki niemieckiej 1 DPanc. Wieczorem uległ naporowi Niemców i wycofał się z Piotrkowa. 6 września dowódca dywizji wpadł w zasadzkę i dostał się do niewoli. Pod wieczór 7 września oddziały dywizji – podobnie jak 13 DP i 29 DP – rozproszyły się. Większość batalionów piechoty cofało się ku przeprawom na Wiśle, natomiast dowództwa pułków próbowały skupić wokół siebie rozproszone pododdziały koncentrując je w lesie brudzewickim.
Większość batalionów, kierowanych przez płk. dypl. Pełczyńskiego, przeprawiło się przez Wisłę, na Lubelszczyznę, gdzie już od 8 września rozpoczęła się reorganizacja dywizji. Składała się ona z odtworzonych 77 pp, 86 pp, spieszonych artylerzystów i saperów. Z rozkazu generała Dąba-Biernackiego – do czasu zdobycia dział – związek taktyczny miał nosić miano brygady. 18 września dowództwo 19 Brygady objął płk dypl. Jan Korkozowicz. Brygada stała się częścią dywizji generała Wołkowickiego. 19 Brygada wzięła udział w bitwie pod Tomaszowem Lubelskim i skapitulowała 27 IX.
Rozproszone pułki walczyły na niemieckich tyłach. 77 pp (dwa baony z bronią ciężką) przeszedł przez Wisłę poddając się Niemcom 2 października wraz z grupą pułkownika Zieleniewskiego. Batalion zbiorczy 85 pp również przeprawił się przez Wisłę i zmierzał do Warszawy. 20 września został rozbity pod Falenicą. Najliczniejsze zgrupowanie powstało na bazie 86 pp oraz 19 pal (na jego czele stał dowódca 85 pp ppłk dypl. Jan Kruk-Śmigla). Zostało ono rozproszone w drugiej połowie września na zachód od Wisły.
Ośrodek Zapasowy dywizji stacjonował w Lidzie. 17 września, na wieść o agresji sowieckiej, zdemobilizowano w Lidzie liczący 4,5 tys. ludzi pułk ppłk. Zygmunta Blumskiego z OZ 19 DP. Z części żołnierzy utworzono 150-osobową „kompanię szturmową”, która wyruszyła w kierunku Wilna. Następnie zmieniono jej kierunek marszu na Grodno. Kompania wzięła udział w obronie tego miasta, a następnie w działaniach nad granicą litewską.

### Ordre de Bataille i obsada personalna w kampanii wrześniowej
Planowane Ordre de Bataille i obsada personalna 19 DP w kampanii wrześniowej. W nawiasach podano nazwy jednostek mobilizujących oraz stanowiska służbowe oficerów dywizji zajmowane przed mobilizacją.
Kwatera Główna 19 DP
- dowódca dywizji – gen. bryg. Józef Kwaciszewski
- oficer ordynansowy – por. Edward Alfred Warchałowski (niewola niemiecka)[12]
- dowódca piechoty dywizyjnej – płk dypl. piech. Tadeusz Pełczyński
- dowódca artylerii dywizyjnej – płk art. Edward Robakiewicz
- oficer sztabu dowódcy artylerii dywizyjnej – mjr art. Wandalin Konrad Staczyński †9 IX 1939 Drewnica[12]
- oficer służby wywiadowczej – kpt. art. Paweł Sawicki †12 I 1941 KL Auschwitz
- szef sztabu – ppłk dypl. piech. Tadeusz II Rudnicki
- dowódca łączności – mjr łącz. Tadeusz Feliks Kuligowski (niewola niemiecka)[12]

Oddziały
- 77 pułk piechoty – ppłk dypl. August Nowosielski
- 85 pułk piechoty – ppłk dypl. Jan Kruk-Śmigla
- 86 pułk piechoty – ppłk Walenty Peszek
- 19 pułk artylerii lekkiej – ppłk Leon Pilch
- 19 dywizjon artylerii ciężkiej typu „B” z plutonem taborów nr 19
- 19 batalion saperów
- bateria artylerii przeciwlotniczej motorowa typ A nr 19
- kompania telefoniczna 19 DP (kompania łączności 19 DP w Mołodecznie) – kpt. łącz. Stefan Piniewski
- pluton łączności Kwatery Głównej 19 DP (jw, z istniejącą w czasie pokoju stacją Hughesa) – ppor. łącz. rez. Kazimierz Tymult
  - dowódca plutonu – ppor. łącz. Ernest Jaśkowiak[13]
  - dowódca plutonu – ppor. łącz. rez. Jerzy Zarzycki
- pluton radio 19 DP (jw) – por. łącz. Leonard Kopiś †1940 Katyń[14]
- drużyna parkowa łączności 19 DP (jw)
- 2 gołębnik pocztowy (Mołodeczno) samodzielnej drużyny gołębi pocztowych nr 15 w Wilnie
- szwadron kawalerii dywizyjnej nr 19
  - dowódca szwadronu – mjr Mieczysław Gawryłkiewicz
  - dowódca plutonu – ppor. Witold Pilecki
- kompania kolarzy nr 32 (77 pp)
- kompania przeciwpancerna typ I nr 19 (86 pp) - por. Czesław Gniazdowski
- samodzielna kompania karabinów maszynowych i broni towarzyszącej (86 pp) nr 32
- pluton pieszy żandarmerii nr 19 – por. żand. rez. Mieczysław Masłowski †1940 Charków
- służby

## Obsada personalna dowództwa dywizji w latach 1919-1939
Dowódcy dywizji
- płk piech./gen. bryg. Michał Tokarzewski-Karaszewicz (12 V 1921 – 17 III 1927[15] → szef Biura Personalnego M.S.Wojsk.)
- gen. bryg. Tadeusz Kasprzycki (17 III 1927 – 19 VI 1931[16] → zastępca I Wiceministra Spraw Wojskowych)
- płk piech./gen. bryg. Eugeniusz Godziejewski (19 VI 1931 – IV 1936 → zastępca dowódcy Okręgu Korpusu nr III)
- gen. bryg. Józef Kwaciszewski (17 IV 1936 – IX 1939)

Dowódcy piechoty dywizyjnej
- płk piech. Walerian Czuma (XII 1922 – 2 V 1927[17] → dowódca OWar. „Wilno”)
- płk piech. Julian Skokowski (od 2 V 1927[18])
- płk dypl. Bolesław Krzyżanowski
- płk dypl. piech. Tadeusz Pełczyński (I – IX 1939)

II dowódcy piechoty dywizyjnej
- płk art. Leopold Cehak (23 III 1932[19] – 1934 → szef Departamentu Artylerii M.S.Wojsk.)
- płk dypl. art. Wincenty Kowalski (1934[20] – V 1937 → dowódca 8 Dywizji Piechoty)

Szefowie sztabu
- mjr SG Aleksander Zygmunt Myszkowski (1922)
- kpt. SG Władysław Chmura (I 1923[21] – 15 I 1925 → szef sztabu 25 DP)
- ppłk SG Mikołaj Freund-Krasicki (VI 1925 – X 1926)
- ppłk dypl. piech. Stanisław I Dworzak (do IX 1931 → zastępca dowódcy 6 pp Leg.[22])
- mjr dypl. piech. Franciszek Gwizdak (1 IX 1931[23] – IV 1934 → wykładowca CWPiech[24])
- mjr dypl. art. Leon Horodecki (od IV 1934[25])
- ppłk dypl. piech. Tadeusz II Rudnicki (do IX 1939)